# The Enemy Within (série de televisão)
The Enemy Within é um série de televisão americana dramática criada por Ken Woodruff, que estreou em 25 de fevereiro de 2019 e foi ao ar até 20 de maio de 2019 na NBC. A série foi cancelada após uma temporada em 30 de maio de 2019.

## Sinopse
Em 2015, Erica Shepherd é diretora adjunta de operações da CIA. Quando o mestre terrorista russo Mikhail Vassily Tal ameaça sua filha Hannah, Erica é forçada a revelar os nomes de quatro agentes: Steven Haibach, Brian Lanich, Desiree Villareal e Laine Heffron. Os agentes são mortos e Erica é presa pelo agente do FBI Will Keaton e sentenciada a 15 sentenças consecutivas de prisão perpétua sem possibilidade de liberdade condicional. Três anos depois, Tal ataca novamente, e Keaton recebe ordem para trazer Erica do ADX Florence para se juntar à caçada por Tal e sua crescente rede de espiões.

## Elenco

### Principal
- Jennifer Carpenter como Erica J. Shepherd, uma brilhante decifradora de códigos e ex-diretora adjunta de operações da CIA, servindo a vida na prisão por espionagem e traição. Ela é recrutada por Will Keaton para parar o terrorista Mikhail Tal.
- Morris Chestnut como Will Keaton, o agente especial do FBI encarregado da caça a Tal e uma estrela em ascensão na Divisão de Contra-Inteligência do FBI. O agente que prendeu Shepherd, ele relutantemente pede sua ajuda na esperança de vingar sua noiva Laine.
- Raza Jaffrey como Daniel Zain, um interrogador do FBI e confidente de Keaton.
- Kelli Garner como Kate Ryan, analista técnica da Divisão Cibernética do FBI .
- Cassandra Freeman como Jaquelyn Pettigrew, instrutora de treinamento na Academia do FBI.
- Noah Mills como Jason Bragg, um agente do FBI e ex-Ranger do Exército.

### Recorrente
- Lev Gorn como Mikhail Vassily Tal, um ex-agente russo de SVR e o esquivo por trás de uma série de ataques terroristas contra os Estados Unidos com uma rede de agentes ocultos. Até "Decodificado", apenas sua voz é ouvida (fornecida por Alex Feldman não creditado).
- Coral Peña como Anna Cruz, analista júnior da CIA que trabalha como toupeira para Tal.
- James Carpinello como Anthony Cabrera, o novo vice-diretor de operações da CIA.
- Sophia Gennusa como Hannah Shepherd, filha de Erica.
- Noah Bean como Christopher Shepherd, marido de Erica.

### Convidado
- Edward Akrout como Assassino Internacional Aslan Aksoy.
- John Finn como Richard Bregman, diretor assistente de contrainteligência do FBI e superior de Keaton.
- Florencia Lozano como Elizabeth Cordova, o vice-diretor de inteligência nacional.
- Kathleen McNenny como Grace Molinero, Diretora Adjunto do Bureau Federal de Investigação que desconfia de Shepherd.
- Pawel Szajda como Victor Nemec, um dos principais tenentes de Tal que foi responsável por matar Steven Haibach e Desiree Villareal. Mais tarde ele foi morto por Anna Cruz.
- Chelsea Watts como Laine Heffron, um agente da CIA e noiva de Keaton que foi morta em um acidente de avião orquestrado por Tal.
- Robert Gossett como Thomas Heffron, pai de Laine.
- Michael O'Keefe como Paul Backus, um consultor de segurança nacional do lado de Tal.
- Ana Kayne como Carla Mendoza, principal tenente e confidente de Tal.
- Michael Braun como Dr. Alan Novak, médico na organização de Tal.
- Dale Pavinsky como Alexander Chigorin, tenente sênior de Tal que foi responsável pela morte de Laine e foi recrutado por Tal quando ele era apenas um adolescente.
- Michael James Shaw como Desmond Visser, um analista de segurança independente que só conheceu Tal através de transações.
- Margaret Colin como Evelyn Bell, uma ex-negra da CIA que se tornou congressista da Flórida e usou a condenação de Erica para iniciar sua carreira política.

## Episódios

### Primeira temporada
| Nº | Título                  | Dirigido por     | Escrito por                       | Estreia original        | Audiência nos EUA (em milhões) |
| --- | ----------------------- | ---------------- | --------------------------------- | ----------------------- | ------------------------------ |
| 1 | "Pilot"                 | Mark Pellington  | Ken Woodruff                      | 25 de fevereiro de 2019 | 5.76                           |
| Em 2015, a vice-diretora de operações da CIA, Erica Shepherd, foi presa pelo agente do FBI Will Keaton após a morte de quatro de seus agentes, incluindo a noiva de Keaton, Laine, e condenada por ajudar o terrorista Mikhail Tal. Três anos depois, Tal orquestra outro ataque, e Keaton recebe ordem para recrutar o pastor encarcerado em sua equipe, incluindo os agentes do FBI Daniel Zain, Kate Ryan e Jason Bragg. Habilidades dedutivas de Shepherd e conhecimento de tradecraftleve a equipe a Victor Nemec, um dos agentes de Tal que seqüestrou a analista da CIA Anna Cruz. Shepherd escapa da custódia para ver sua filha e é recapturado, enquanto Keaton prende Nemec e resgata Cruz. Shepherd diz a Keaton a verdade sobre sua escolha traiçoeira: em um flashback, ela recebe uma ligação de Tal, que a obriga a desistir de seus agentes, ameaçando a vida de sua filha. Shepherd revela que Tal tem milhares de espiões altamente treinados nos Estados Unidos. Cruz recebe uma ligação de Tal, revelando-se como sua toupeira. |                         |                  |                                   |                         |                                |
| 2 | "Black Bear"            | Charles Beeson   | Ken Woodruff                      | 4 de março de 2019      | 5.32                           |
| Em um trem fora de Richmond, Virgínia Os agentes de Tal apreendem um laptop e uma senha do ex-agente da CIA Dean Merriman antes de matá-lo. Shepherd concorda em ajudar a investigação de Keaton em troca de garantir a proteção de sua filha Hannah. Na unidade de armazenamento de Merriman, eles descobrem que ele também estava investigando Tal e afastou outro agente. Apesar do interrogatório de Zain, Nemec continua sem cooperação e Cruz espia a investigação de Keaton. Shepherd pode ver Hannah, mas é incapaz de lhe dizer a verdade: ela só traiu seus agentes para salvar Hannah. Shepherd e o agente Ryan percebem que o codinome “Black Bear” nos arquivos de Merriman se refere à sua colega de trabalho Beverly Brooks. Os homens de Tal atacam o escritório de Merriman e Brooks consegue baixar os arquivos secretos de Merriman do servidor do escritório antes de ser resgatado pela equipe de Keaton. Ela conta a Keaton sua suspeita de que a morte de Merriman esteja de alguma forma ligada a Cuba. Cruz detona Nemec em sua cela. Hannah encontra uma mensagem secreta da mãe no chapéu que ela deixou cair. |                         |                  |                                   |                         |                                |
| 3 | "The Ambassador's Wife" | Richard J. Lewis | David Appelbaum                   | 11 de março de 2019     | 5.05                           |
| Uma patrulha da DEA é morta na costa da Colômbia pelo cartel de drogas de Morales, que a equipe de Keaton determinou ter sido vendido como inteligência americana classificada. Shepherd deduz que o embaixador dos EUA Dennis Gordon é a fonte do cartel, e o agente Bragg recruta o instrutor do FBI Jaquelyn Pettigrew para ajudar a investigar Gordon. A morte de Nemec é considerada um suicídio, e Shepherd luta com sua separação de Hannah. Shepherd convence a esposa de Gordon, Elizabeth, a deixar o marido por causa do filho. Cruz pede para se juntar à equipe de Keaton e o convida para um serviço memorial para seus colegas. Durante uma festa em sua casa, Elizabeth planta um rastreador no arquivo DEA, mas é descoberto por Dennis. Enquanto o FBI invade a casa, Elizabeth segura Dennis com uma arma. Ele tenta apreender a arma e leva um tiro fatal quando dispara. Keaton garante a Elizabeth que ela agiu em legítima defesa. Juntando-se a Cruz no Ceat Memorial Wall, Keaton a convida para a equipe e permite que Shepherd deixe uma mensagem de voz emocional para sua filha, que Hannah ouve repetidamente. |                         |                  |                                   |                         |                                |
| 4 | "Confessions"           | David Boyd       | Jason Wilborn                     | 18 de março de 2019     | 4.34                           |
| O assassino internacional Aksoy é detido em um posto de fronteira entre EUA e Canadá, mas subjuga os agentes do CBP e segue para os Estados Unidos. Em um flashback, Shepherd está em julgamento com Keaton, o pai de Laine, Thomas, Hannah, e o marido de Shepherd, Christopher. Ela é condenada à prisão perpétua no ADX Florence sem possibilidade de liberdade condicional. No presente, Shepherd alerta a equipe para a proeza de Aksoy com venenos e fabricação de bombas. A vice-diretora do FBI Grace Molinero questiona a inclusão de Shepherd na equipe de Keaton, que agora inclui Pettigrew e Cruz. Shepherd se reconecta com Hannah e a equipe segue Aksoy até o porto de Baltimore; ele escapa com ressonância magnética componentes. Thomas confronta Keaton por sua colaboração com Shepherd. O senador Martin Covington chega ao aeroporto da BWI, onde Aksoy, posando como transportador de bagagem, usa a bobina de ressonância magnética para criar um EMP portátil, interrompendo o controle do tráfego aéreo e impedindo o vôo de todos os vôos. A equipe revisa o aeroporto e Keaton derruba Aksoy depois que ele pulveriza o senador com uma toxina. Aksoy é preso e o senador é tratado com sucesso. Cruz tenta acessar arquivos classificados no Tal. Acreditando que o pastor tentou invadir os arquivos, Keaton a confronta, e ela diz que Cruz é a toupeira de Tal.                |                         |                  |                                   |                         |                                |
| 5 | "Havana"                | Martha Mitchell  | Andi Bushell                      | 25 de março de 2019     | 5.10                           |
| Ao plantar evidências falsas em uma cabana em Elkins, Virgínia Ocidental, Cruz mata um vizinho intrometido. Shepherd diz a Keaton que ela atraiu Cruz com os arquivos de Tal. Keaton surpreende Cruz em seu apartamento, onde sua falta de pertences pessoais o convence de que ela é uma espiã. A equipe se prepara para transformar Cruz como um ativo , enquanto Shepherd é assombrado por lembranças de não proteger um ativo passado. Atrair Cruz para conhecer Zain em um SCIF sala, a equipe clona seu telefone celular. Shepherd suspeita que Cruz tenha sido preparado como espião de Tal desde tenra idade. Cruz convida Keaton para acompanhar a liderança em Elkins com ela; apesar das dúvidas da equipe, Keaton aceita. Quando eles chegam à cabine, Cruz percebe que ela foi criada e segura Keaton à mão armada. Assim como ele a convence a se virar contra Tal e começar uma nova vida, Cruz é morto pelo agente de Tal Ray Fontaine, que é morto por Keaton. Atendendo ao telefone de Cruz, Keaton se vê conversando com Tal, que insinua que Cruz não era seu único espião dentro do FBI. |                         |                  |                                   |                         |                                |
| 6 | "Eye of Horus"          | Ben Bray         | Tony Camerino                     | 1 de abril de 2019      | 4.38                           |
| Uma bomba detona em Jersey City, matando oito civis. A equipe usa o telefone de Cruz para rastrear a rede móvel de Tal, levando à captura de seu especialista em comunicação, Sam Malek. Eles descobrem que os agentes de Tal roubaram nitrato de amônio suficiente para construir mais nove bombas. Malek concorda em cooperar em troca do nome do homem que matou sua namorada Nadia, uma líder de protesto na Primavera Árabe, depois que ela foi presa pelo Mukhabarat. A equipe de malas pretas Gamal, um contato egípcio da Shepherd's, que informa o assassino de Nadia morreu em um acidente de carro há dois anos. Satisfeito, Malek aponta a equipe para a empresa de investimentos internacional Crossroads Bank, uma frente para as operações negras da CIA. A equipe evacua o prédio, e Keaton e Bragg subjugam os homens de Tal e evitam as bombas. Malek dá o alfinete Olho de Hórus, de Daniel Nadia. Perturbado pelo fato de a agência ter sido comprometida por Cruz, o vice-diretor Molinero ameaça encerrar a força-tarefa de Keaton no caso de outro erro. Shepherd, acompanhado por Keaton, pode participar do recital de piano da filha. |                         |                  |                                   |                         |                                |
| 7 | "Decoded"               | Melanie Mayron   | Matt Corman & Chris Ord           | 8 de abril de 2019      | 4.11                           |
| A analista da NSA Jane Eaton, uma espiã de Tal, rouba um software financeiro de camuflagem e é morta em um acidente de carro tentando evitar um cervo. A equipe de Keaton recupera o software e uma mensagem criptografada de Tal, que Shepherd decodifica como o local onde a Eaton deveria entregar o software. Lá, Shepherd se apresenta como Eaton e entrega o software para Braden Decker, um recorte involuntário. Ele carrega o software para Tal, que a equipe percebe estar nos Estados Unidos. Tal se encontra com um aliado em Washington, DC e estabelece um contrato na vida de Decker. Keaton decide proteger Decker com o risco de alertar Tal. A equipe segue Decker até uma pista onde um hacker Um amigo se oferece para comprar o software, mas Decker se recusa. Bragg neutraliza um assassino e Pettigrew é ferido por outro, enquanto Keaton e Zain seguem Tal até um armazém, mas chegam tarde demais. O aliado de Tal é revelado como o consultor de segurança nacional Paul Backus, que garante a Tal que ele evitará novas interferências do FBI. Shepherd usa um telefone celular roubado para dizer a um contato na Rússia que ela precisa falar com Tal. |                         |                  |                                   |                         |                                |
| 8 | "An Offer"              | Jono Oliver      | Ken Woodruff                      | 15 de abril de 2019     | 3.89                           |
| Em um flashback de 2015, Shepherd e Cabrera monitoram uma operação da CIA na Croácia; a missão está comprometida, mas os agentes Desiree Villareal e Steven Haibach escapam com documentos vitais. O resultado da ligação de Tal para Shepherd é revelado: depois de explodir as cobertas de seus quatro agentes para salvar sua filha, Shepherd rastreia o celular de Hannah até um parque e descobre que Hannah foi apanhada pelos agentes de Tal que se apresentavam como policiais. Enquanto isso, Haibach, Villareal e o agente Brian Lanich são mortos e Nemec recupera os documentos. Shepherd subjuga e fere outro agente que a segue, dizendo que Hannah voltou para casa. Lá, Shepherd é confrontado pelo próprio Tal, que se oferece para libertá-la de seu inevitável encarceramento em troca de sua assistência futura. Keaton é informado pelo diretor Mayer que o avião de Laine caiu sem sobreviventes. Duas semanas depois, ele, Zain, e Ryan descobrem o papel de Shepherd na morte dos agentes. Keaton confronta Shepherd na cerimônia memorial de Laine com um aviso velado e depois a prende perto do Capitólio dos Estados Unidos a caminho de buscar Hannah. No presente, Shepherd chama Tal de seu celular e oferece sua ajuda, declarando que ela "não vai morrer em uma gaiola". |                         |                  |                                   |                         |                                |
| 9 | "Homecoming"            | Lily Mariye      | David Appelbaum & Erin Donovan    | 22 de abril de 2019     | 3.91                           |
| Os agentes de Tal resgatam Carla Mendoza, uma de suas principais tenentes, de um comboio da CIA em Norfolk, Virgínia. Mendoza é baleado, mas foge, auxiliado por um empreiteiro da CIA. Alan Novak, médico da organização de Tal, se oferece para ajudar a CIA a recuperar Mendoza, e exige falar com um agente com quem ele fez contato quatro anos antes - um pseudônimo de Shepherd, que é trazido a Langley pela primeira vez desde sua prisão. A equipe de Keaton identifica o contratado desonesto como Luke Bowman, um especialista em extração especialista. Shepherd deduz que a CIA está preparando uma operação de alto nível em Cuba. A equipe de Keaton encontra Bowman, que é morto por Bragg para salvar um refém. Novak é convocado para tratar Mendoza; a CIA segue, mas Novak desaparece. O telefone de Bowman os direciona para outro local; Keaton e Shepherd se infiltram na casa, e o FBI captura Mendoza e coloca Novak e sua família em proteção de testemunha. Keaton negocia Mendoza para Cabrera em troca de informações: os agentes capturados de Tal estão detidos em um local negro da CIA na Sierra Maestra, que Dean Merriman estava pesquisando. Keaton estende a mão para o pai de Laine. Mendoza se liberta brevemente dos guardas e avisa Shepherd para provar a Tal logo.                                                                                                  |                         |                  |                                   |                         |                                |
| 10 | "Chigorin"              | David Tuttman    | Andi Bushell & Aireka Muse        | 29 de abril de 2019     | 3.68                           |
| Um avião que transportava executivos da Alcon International, uma empresa de defesa da CIA, é misteriosamente redirecionado. A equipe de Keaton embarca no avião para encontrar os executivos mortos, enquanto os assassinos escapam com um laptop. A equipe encontra a consultora da Alcon Kathy Hong, que deveria estar em fuga e agora fugindo com guarda-costas, e a trazem para dentro. Eles descobrem que Tal está atrás de um laptop com arquivos em uma instalação autossustentável, que Keaton e Shepherd percebem que é o Local preto de Sierra Maestra. O registro do controle de tráfego aéreo da decolagem do voo revela que o piloto é o mesmo assassino responsável pelo acidente de avião que matou Laine, e a investigação anterior de Shepherd descobre seu nome: Alexander Chigorin, tenente sênior de Tal. O ex-marido de Shepherd, Christopher, a confronta por ter se encontrado com Hannah pelas costas, e a prisão de Shepherd causou sua família. O FBI rastreia Chigorin até um clube social russo subterrâneo. Recordando o aviso de Mendoza, Shepherd envia uma ligação que avisa a rede de Tal e Chigorin escapa por pouco de Keaton, deixando o laptop. Os arquivos confirmam as instalações da Sierra Maestra. Depois de confrontar Cabrera sobre os desaparecidos caixa preta do vôo de Laine, Keaton ouve a gravação. Chigorin se encontra com Tal, que decide trazer Shepherd. |                         |                  |                                   |                         |                                |
| 11 | "The Embassy"           | Marisol Adler    | Mellori Velasquez & Jason Wilborn | 6 de maio de 2019       | 3.74                           |
| Desmond Visser, analista de segurança independente que está em comando, aguarda um visto na embaixada suíça em DC para fugir do país. A equipe de Keaton prepara uma operação para aprender o que Visser sabe dos planos de Tal em Cuba. Molinero diz a Pettigrew que Shepherd uma vez reteve informações sobre uma operação, colocando em risco a missão e a própria vida de Shepherd; em um flashback, Shepherd evita uma equipe de assassinos russos. Bragg e Pettigrew se infiltram na recepção da embaixada monitorada por Keaton, Zain e Shepherd da sala de segurança da embaixada, e a equipe tenta, sem sucesso, acessar remotamente o celular de Visser. Percebendo que ele foi comprometido, Visser toma o refém do salão. Enquanto Keaton e Zain preparam a equipe de resgate de reféns, Shepherd rouba um esconderijo de armas e convence Visser de que ela está se juntando à fuga dele. Eles fogem e Shepherd descobre que Visser era apenas um associado de uma só vez; sem informações sobre Sierra Maestra, Visser menciona que Tal está planejando um ataque maciço a uma grande atração turística em DC Shepherd, permitindo que seu transponder implantado pelo FBI leve a equipe de Keaton até ela e, tendo desarmado disfarçadamente Visser, ele é preso. Pettigrew se recusa a espionar Molinero, enquanto Shepherd compartilha as informações de Visser com Keaton.                    |                         |                  |                                   |                         |                                |
| 12 | "Sequestered"           | Andrew McCarthy  | Matt Corman & Chris Ord           | 13 de maio de 2019      | 3.67                           |
| Em um flashback, Tal recruta Paul Backus com a promessa de torná-lo Conselheiro de Segurança Nacional. No presente, as informações de Visser levam a equipe de Keaton a impedir a tentativa de assassinato de Tal pela congressista Evelyn Bell. Depois que Backus retira a equipe do caso Tal, Keaton os instrui a investigar Backus. Confrontando Bell em um esconderijo do FBI, Keaton e Shepherd deduzem que ela é ex-operadora negra da CIA. Os agentes de Tal atacam a casa e Keaton e Shepherd escapam com Bell. Ela revela que fez parte de uma operação durante a Segunda Guerra Chechena que recrutou Tal. A CIA renegou sua extração prometida e os irmãos de Tal foram mortos em um ataque aéreo, catalisando a vingança de Tal contra a CIA. Bell acredita que o próximo ataque de Tal provavelmente ocorrerá no dia seguinte no aniversário da morte de seus irmãos. Enquanto a equipe de Keaton prepara uma operação de bandeira falsa para prender Backus, Molinero interroga Zain por investigar ilegalmente Backus, mas Zain se recusa a incriminar Keaton e é suspenso até novo aviso. Atraído para organizar outra tentativa fracassada da vida de Bell, Backus é preso. Sem se deter, Tal e Chigorin se preparam para o ataque à CD. Depois de visitar Hannah, possivelmente pela última vez, Shepherd diz a Keaton: "Vamos acabar com isso".                                              |                         |                  |                                   |                         |                                |
| 13 | "Sierra Maestra"        | Steve Shill      | Ken Woodruff                      | 20 de maio de 2019      | 4.27                           |
| Shepherd liga para Tal, oferecendo-se como um ativo, e é instruído a se juntar a ele em Cuba. Uma invasão ao esconderijo de Tal acaba sendo uma armadilha, e Shepherd convence Keaton a mandá-la para Cuba sozinha. Zain deduz que Tal atacará a CIA, e uma ligação para Cabrera revela o alvo provável: uma cerimônia de formatura da agência. Em Havana Shepherd se eletrocuta para desativar seu transponder do FBI e é levada para encontrar Tal. A equipe de Keaton chega à cerimônia, com a presença de toda a liderança sênior da CIA, e o ataque dos agentes de Tal; Keaton e Bragg conseguem matar todos eles, incluindo Chigorin. Enquanto as forças de Tal se preparam para libertar seus agentes capturados da Sierra Maestra, Keaton chega com uma equipe da CIA, mas é capturado. Parecendo ter se juntado a Tal, Shepherd atira em Keaton na clavícula antes de matar os homens restantes de Tal, ferir Tal e pedir ajuda por rádio. Tal diz a Shepherd que ele foi assistido por um indivíduo poderoso na inteligência dos EUA, e ela o atira quando ele pega sua arma. Uma semana depois, Shepherd assiste ao jogo de voleibol de Hannah, onde Keaton chega para trazê-la de volta em custódia para continuar ajudando sua equipe. Shepherd guarda a revelação de Tal para si mesma. |                         |                  |                                   |                         |                                |

## Produção

### Desenvolvimento
Em 22 de janeiro de 2018, foi anunciado que a NBC havia dado à produção um pedido piloto. O piloto foi escrito por Ken Woodruff, que também deveria produzir executivo ao lado de Vernon Sanders. As empresas de produção envolvidas com o piloto deveriam incluir a Universal Television. Em 16 de fevereiro de 2018, foi relatado que Mark Pellington iria dirigir o episódio piloto. Em 7 de maio de 2018, foi anunciado que a NBC havia dado à produção um pedido em série. Também foi relatado que Pellington atuaria como produtor executivo da série. Alguns dias depois, foi anunciado que a série estrearia como uma substituição no meio da temporada.na primavera de 2019. Em 18 de dezembro de 2018, foi anunciado que a série estrearia em 25 de fevereiro de 2019 e seria exibida semanalmente às segundas-feiras durante o horário de 22:00. Em 30 de maio de 2019, a NBC cancelou a série após uma única temporada.

### Seleção de elenco
Em fevereiro de 2018, foi anunciado que Raza Jaffrey, Jennifer Carpenter e Morris Chestnut foram escalados para papéis principais no piloto. Em março de 2018, foi relatado que Cassandra Freeman e Kelli Garner haviam se juntado ao elenco principal. Em 28 de junho de 2018, foi anunciado que Noah Mills havia sido escalado para um papel regular na série. Em dezembro de 2018, foi relatado que Coral Peña e Robert Gossett apareceriam em uma capacidade recorrente.

### Filmagens
Em outubro de 2018, as filmagens da série ocorreram no Bergen Community College em Bergen County, Nova Jersey. Cenas também são filmadas em estúdios instalados na East Rutherford Meadowlands Arena, antiga casa dos New Jersey Devils e New Jersey Nets, agora conhecidos como Brooklyn Nets.

## Audiência

#### 1.ª temporada
| №  | Título                  | Exibição original       | Rating/share (18–49) | Audiência (em milhões) | DVR (18–49)    | Audiência em DVR (milhões) | Total (18–49)  | Audiência total (em milhões) |
| -- | ----------------------- | ----------------------- | -------------------- | ---------------------- | -------------- | -------------------------- | -------------- | ---------------------------- |
| 1  | "Pilot"                 | 25 de fevereiro de 2019 | 1.2/6                | 5.76                   | 0.6            | 3.19                       | 1.8            | 8.95                         |
| 2  | "Black Bear"            | 4 de março de 2019      | 0.9/4                | 5.32                   | 0.7            | 3.11                       | 1.6            | 8.43                         |
| 3  | "The Ambassador's Wife" | 11 de março de 2019     | 0.9/4                | 5.05                   | 0.7            | 2.99                       | 1.6            | 8.05                         |
| 4  | "Confessions"           | 18 de março de 2019     | 0.8/4                | 4.34                   | 0.6            | 3.22                       | 1.4            | 7.56                         |
| 5  | "Havana"                | 25 de março de 2019     | 0.8/4                | 5.10                   | 0.6            | 2.81                       | 1.4            | 7.91                         |
| 6  | "Eye of Horus"          | 1 de abril de 2019      | 0.8/4                | 4.38                   | 0.6            | 2.91                       | 1.4            | 7.30                         |
| 7  | "Decoded"               | 8 de abril de 2019      | 0.6/3                | 4.11                   | 0.6            | 2.86                       | 1.2            | 6.97                         |
| 8  | "An Offer"              | 15 de abril de 2019     | 0.6/3                | 3.89                   | 0.5            | 2.69                       | 1.1            | 6.58                         |
| 9  | "Homecoming"            | 22 de abril de 2019     | 0.6/3                | 3.91                   | 0.5            | 2.69                       | 1.1            | 6.60                         |
| 10 | "Chigorin"              | 29 de abril de 2019     | 0.6/3                | 3.68                   | 0.6            | 2.67                       | 1.2            | 6.35                         |
| 11 | "The Embassy"           | 6 de maio de 2019       | 0.6/3                | 3.74                   | 0.4            | 2.49                       | 1.0            | 6.23                         |
| 12 | "Sequestered"           | 13 de maio de 2019      | 0.6/3                | 3.67                   | por determinar | por determinar             | por determinar | por determinar               |
| 13 | "Sierra Maestra"        | 20 de maio de 2019      | 0.6/3                | 4.27                   | 0.5            | 2.48                       | 1.1            | 6.75                         |

## Recepção

### Resposta da crítica
No agregador de críticas Rotten Tomatoes, a série detém uma classificação de aprovação de 43% com base em 14 análises, com uma classificação média de 5,33 / 10. O consenso crítico do site diz: "Apesar de um conjunto de performances estelares lideradas pela capaz Jennifer Carpenter, The Enemy Within se depara com uma narrativa excessivamente formulada que falha em produzir qualquer centelha real". No Metacritic, ele tem uma pontuação média ponderada de 55 em 100, com base em 10 críticos, indicando "críticas mistas ou médias".